# Фокс, Джордж Эдвард
Джордж Эдвард Фокс (родился 17 декабря 1945 года) — микробиолог из Хьюстонского университета. Известен трудами, которые стремятся пролить свет на ранние этапы эволюции жизни. 
Фокс получил степень бакалавра гуманитарных наук в 1967 году и степень доктора философии в 1974 году; оба в области химической промышленности в Сиракузском университете. С 1973 по 1977 год работал с Карлом Вёзе в Университете штата Иллинойс. В 1977 году он стал доцентом биохимических и биофизических наук Университета Хьюстона; а затем профессором в 1986 году.
В 1977 году в одной из самых знаменитых статей в истории биологии Карл Вёзе и Фокс выделили археи в отдельный домен форм жизни в свой трёхдоменной системе. Вёзе и Фокс также выступили с идеей существования общего предка всех организмов в эволюции видов. Используя сравнительный анализ, признавались ограничения последовательностей РНК в определении близкородственных видов. 
Фокс утверждает, что одним из ранних компонентов генетического механизма организмов был аналог современных рибосом. Участвует в поиске биосигнатур на Марсе.